# Guémené-Penfao
Guémené-Penfao is een gemeente in het Franse departement Loire-Atlantique (regio Pays de la Loire). De plaats maakt deel uit van het arrondissement Châteaubriant. In het noorden van de gemeente ligt de spoorweghalte Beslé. Guémené-Penfao telde op 1 januari 2022 5.242 inwoners.

## Geografie
De oppervlakte van Guémené-Penfao bedroeg op 1 januari 2022 105,51 vierkante kilometer; de bevolkingsdichtheid was toen 49,7 inwoners per km².

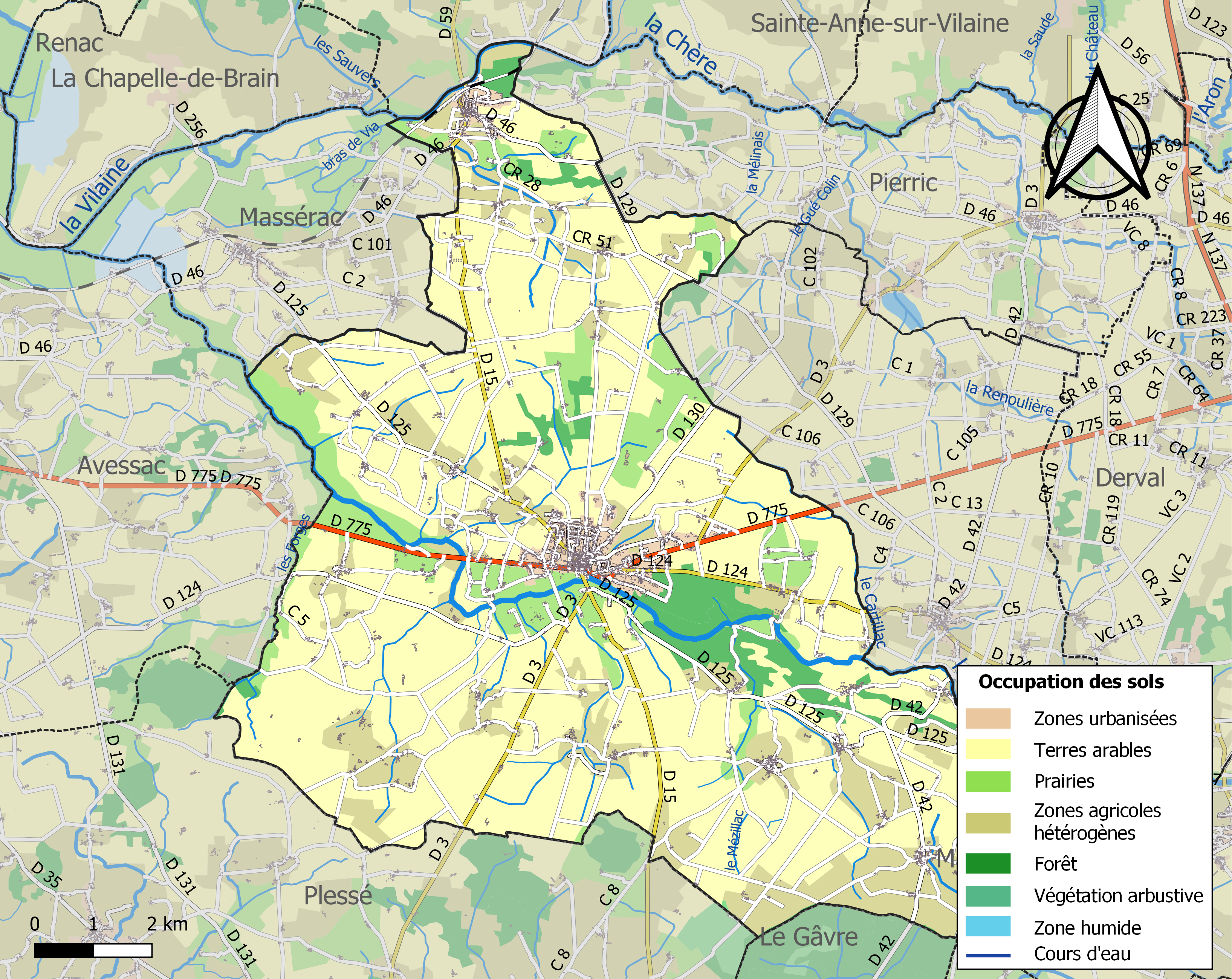
Kaart van de gemeente met de belangrijkste infrastructuur, bodemgebruik en omliggende gemeenten

## Demografie
Onderstaande figuur toont het verloop van het inwonertal (bron: INSEE-tellingen).